# Вознесенская Давидова пустынь
Вознесе́нская Дави́дова пу́стынь — мужской монастырь Подольской епархии Русской православной церкви, расположенный в селе Новый Быт Чеховского района Московской области на берегу реки Лопасни (приток Оки).

## История
Монастырь основан 31 мая (10 июня) 1515 преподобным Давидом, о чём имеется запись в монастырском синодике 1602 года (из-за некоторых несоответствий в записи указанная дата основания вызывает сомнение в достоверности). Он пришёл в эти места с несколькими послушниками, которые несли икону Знамения Богоматери. На большой поляне они построили дом, на месте которого затем возник монастырь. Земли, на которых была основана пустынь, принадлежали князю Василию Стародубскому, куму Василия III.

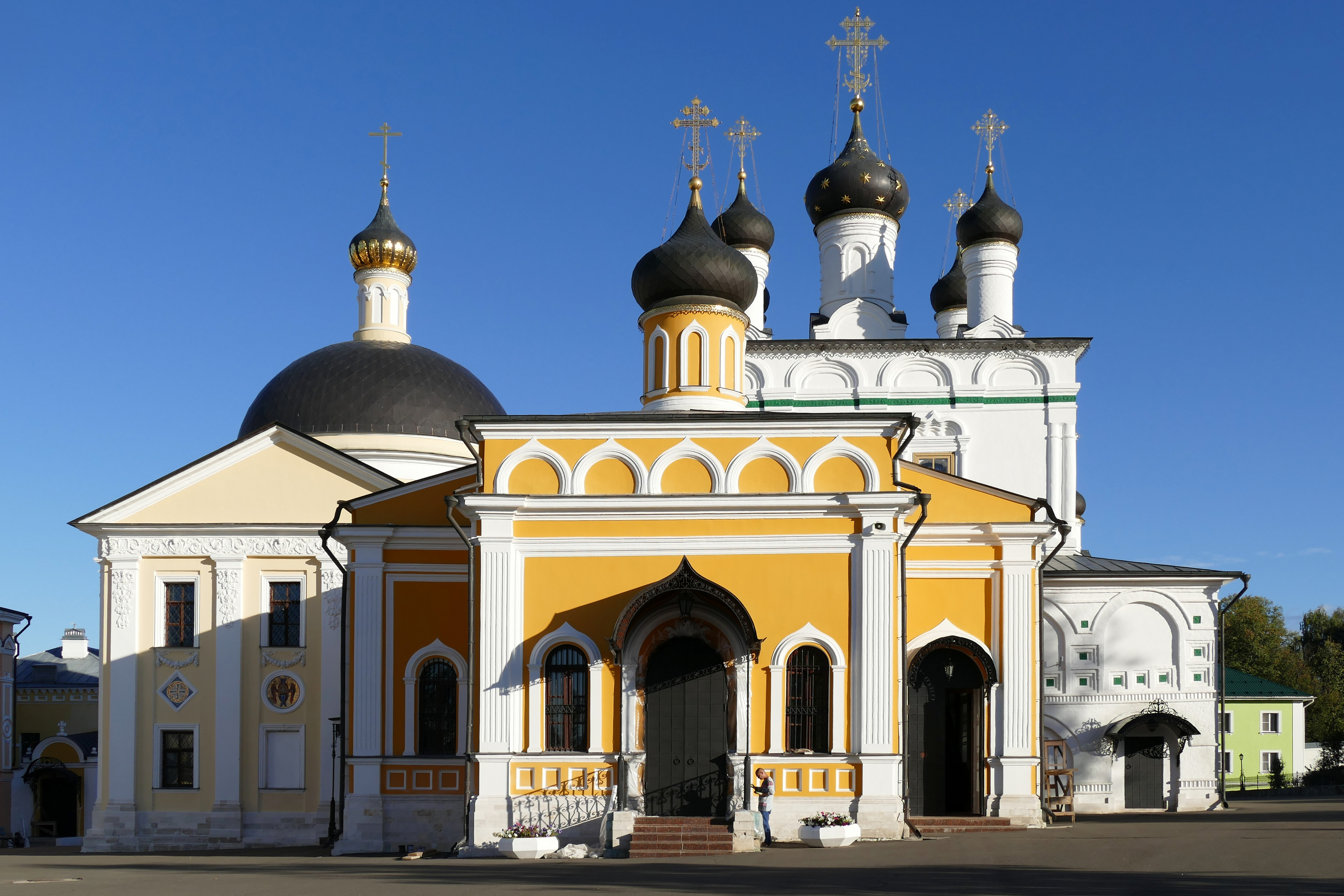
Знаменская церковь (на переднем плане), Никольская церковь (сзади слева) и Собор Вознесения Господня (сзади справа)

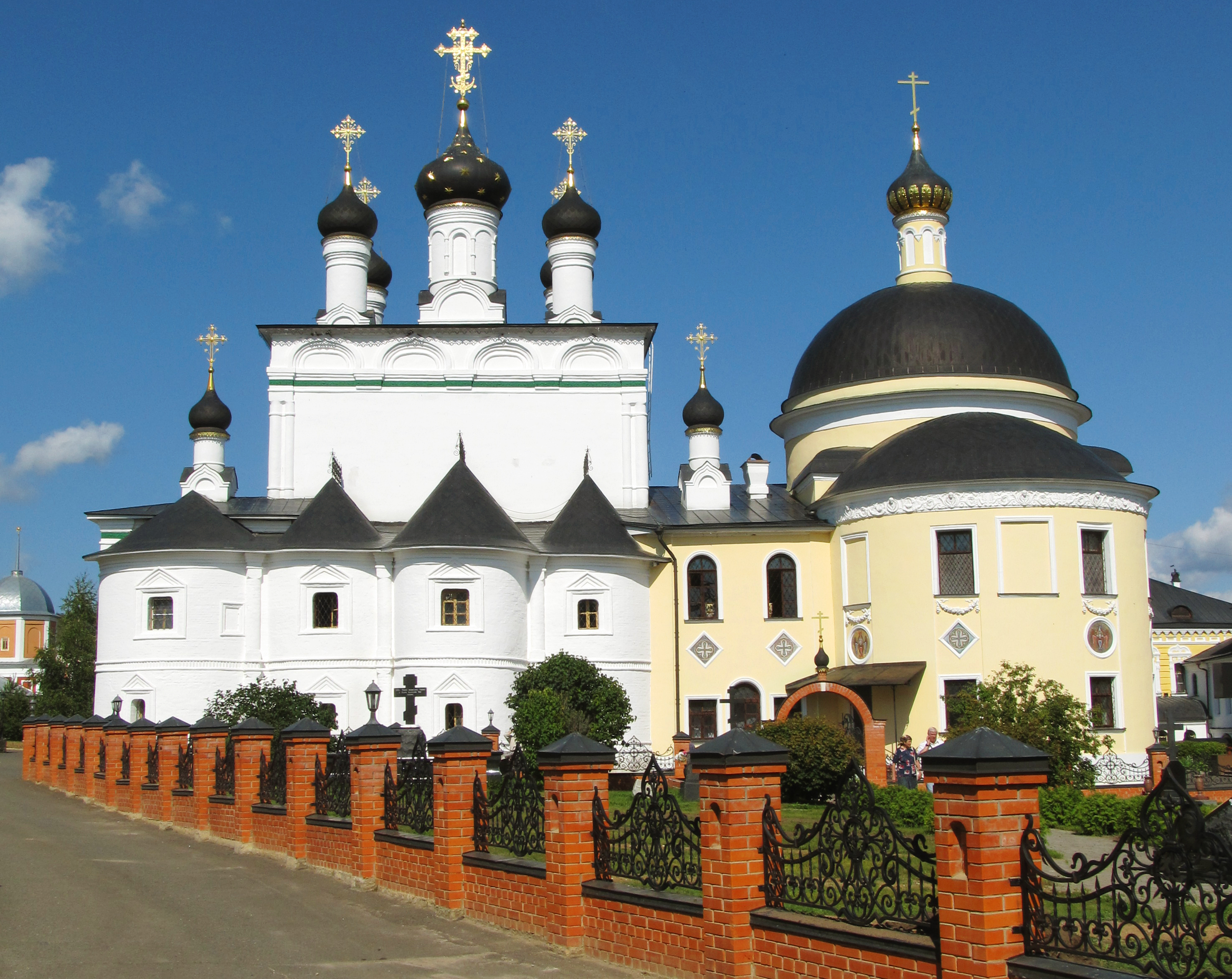
Собор Вознесения Господня (слева) и Никольская церковь (справа)

В том же синодике указывается, что Давид, который происходил из рода Вяземских, ходил в лес, выкапывал липы и посадил рядом с монастырём липовую рощу. Произнося молитвы, он сажал их корнями вверх. Деревья, прислушавшись, начинали расти, а очевидцы обращались в веру. Эта история удивила Ивана Грозного, выдавшего монастырю грамоту на владение землями.
Согласно монастырскому преданию, 15 (25) августа 1515 братию посетил преподобный Иосиф Волоцкий, благословивший основание монастыря.
В смутное время в 1619 году монастырь был разорён литовцами и запорожцами под предводительством гетмана Петра Сагайдачного. Деятельность монастыря была возобновлена только 1 (10) апреля 1625 года, когда Михаил Фёдорович выдал грамоту, даровавшую монастырю льготы.

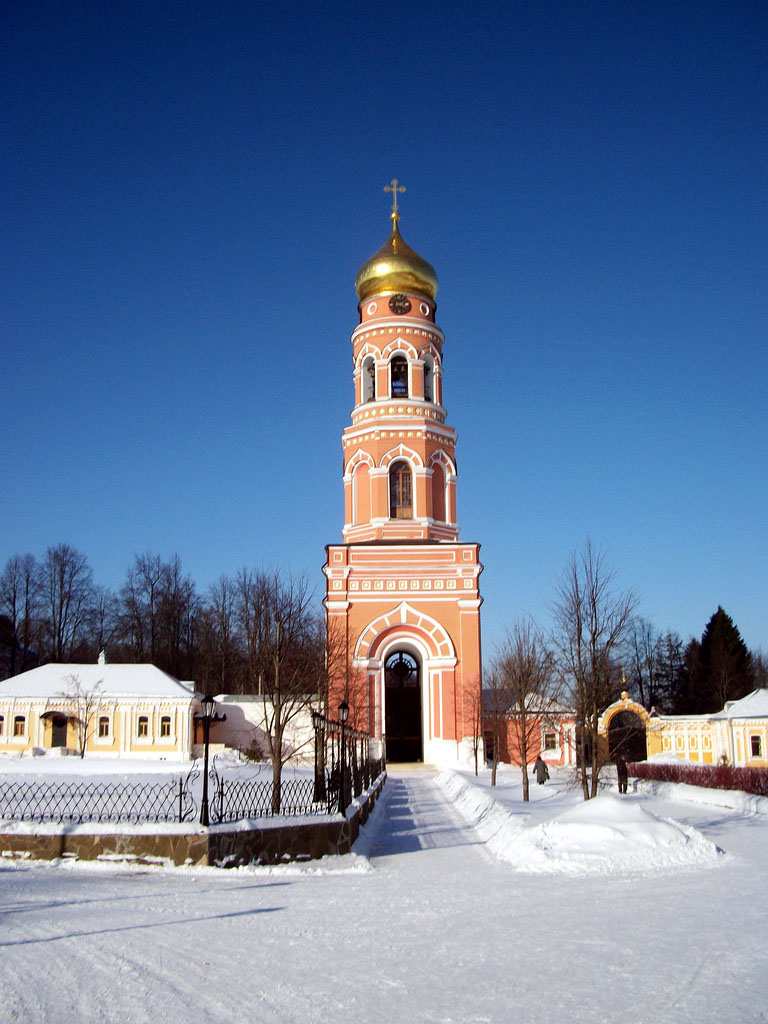
Надвратная колокольня

В 1657 году была приписана патриархом Никоном к Новоиерусалимскому Воскресенскому монастырю. В то время в пустыни проживали казначей, два иеромонаха, пять рядовых старцев, четверо слуг, конюх, хлебник и белец (церковный дьячок). Через 10 лет, в 1667 году, по указу Алексей Михайловича пустынь была исключена из состава Новоиерусалимского монастыря. Последняя треть XVII века — наиболее благополучное время в истории Давидовой пустыни. У монастыря было подворье в Москве на улице Ордынке с 1664 года, а с 1689 года монастырская часовня у Арбатских ворот. Монастырские владения располагались в Московском и Коломенском уездах, Серпухове. Например, в Московском уезде к 1700 году пустынь владела 95 крестьянскими дворами.
В XVIII веке расцвет сменился упадком. В результате петровских реформ доход монастырей поступал в государственную казну и только часть его возвращалась братии. В 1712 году пустынь приписана к Чудову монастырю; с 1721 по 1727 год — к Златоустовскому. В 1764-м, после введения монастырских штатов, пустынь стала заштатной, то есть содержалась на собственные средства, но уже без владений, забранных в казну. 17 марта 1767 года к обители приписали часовню Христа Спасителя (Всемилостивого Спаса) у Москворецкого моста в Москве (бывший дом 29 по Москворецкой улице); часовня была снесена в 1966-м при завершении строительства гостиницы «Россия». В часовне находился особо почитаемый чудотворный образ Всемилостивого Спаса, потому часовня приносила немалый доход.
В 1792—1796 годах митрополит Московский Платон (Левшин) и настоятель Николо-Пешношского монастыря иеромонах Макарий (Брюшков) установили в Давидовой пустыни общежительный устав.
На монастырской территории были погребены: полководец генерал Дмитрий Дохтуров, представители княжеских и дворянских фамилий Оболенских, Ромодановских, Васильчиковых, Головкиных и др.
В 1915 году в Москве и Серпухове праздновалось 400-летие монастыря, в ознаменование которого Давидовой пустыни был присвоен второй класс.
Окончательно обитель была закрыта в октябре 1929 года. Братия обители была частью репрессирована, частью разошлась.

## В настоящее время

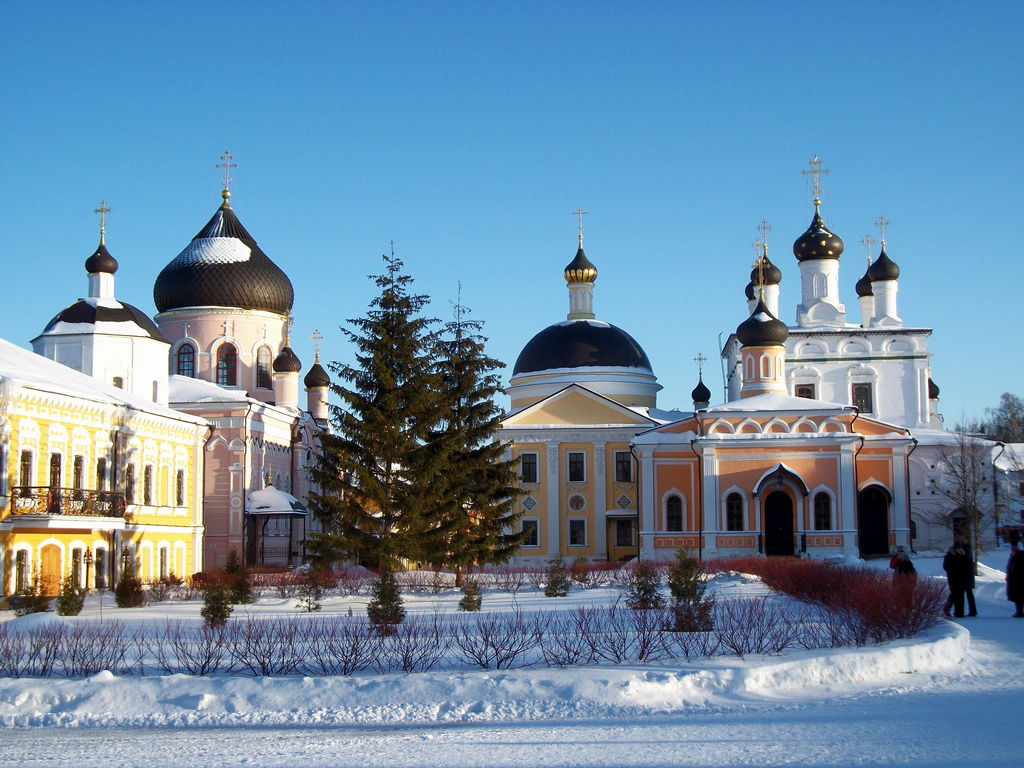
Давидова пустынь зимой

В 1992 году жители посёлка Новый Быт образовали православную общину, которой был передан собор во имя Всемилостивого Спаса.
В 1995 году, в первую субботу Великого поста, была совершена первая литургия. 1 июня 1995 года Священный синод принял решение об образовании монашеской общины; ранее назначенный настоятель иеромонах Герман (Хапугин) был возведён в сан игумена. 24 мая 1997 года были обретены мощи преподобного Давида (местночтимый святой Московской епархии).
26 июля 2005 года архимандрит Герман (Хапугин) был убит в своей келье.

## Реликвии

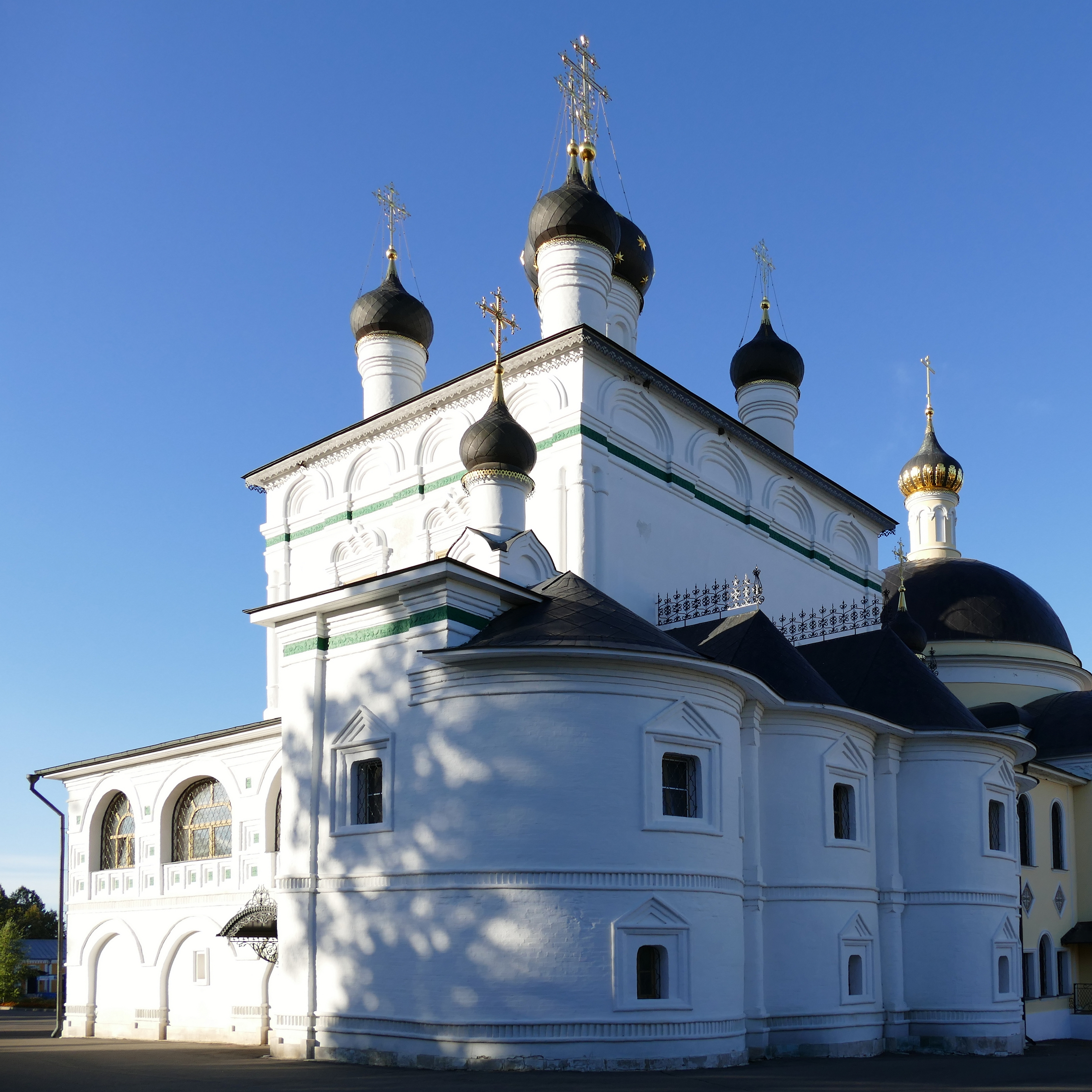
Собор Вознесения Господня в Вознесенской Давидовой пустыни

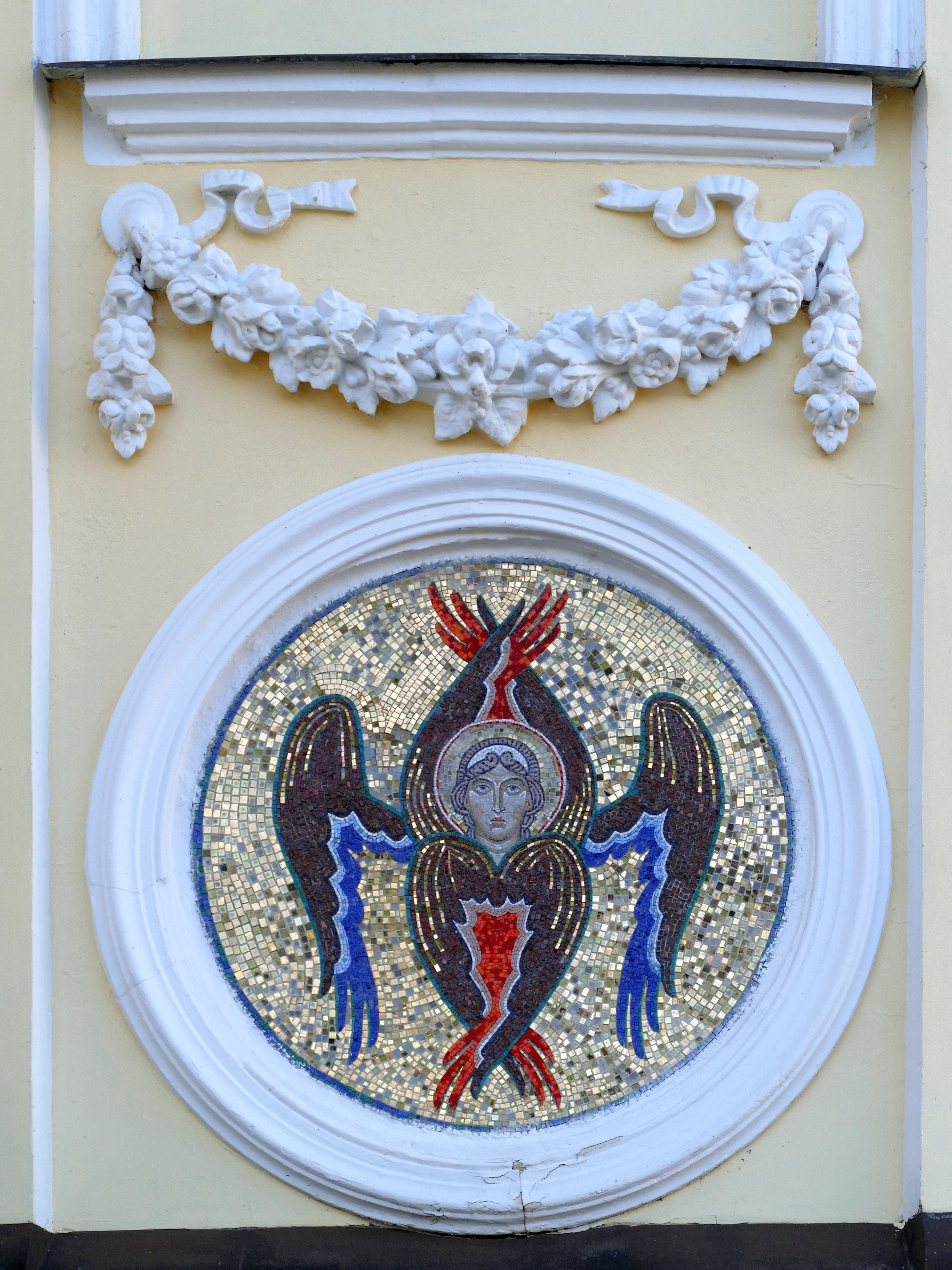
Мозаика на стене церкви Николая Чудотворца в Вознесенской Давидовой пустыни

В монастыре собрано более 200 частиц мощей угодников Божиих. В специально устроенном ковчеге в обители хранится частица Гвоздя Распятия Христова. В соборе, освященном в честь иконы Всемилостивого Спаса, в мощевиках находятся частицы Хитона Спасителя и частица Ризы Богородицы. Также здесь хранятся:
- частицы мощей апостолов и евангелистов Марка, Луки и Матфея;
- частица святых мощей преподобного Моисея Угрина, Киево-Печерского чудотворца;
- частица главы святого благоверного князя Александра Невского;
- частица мощей Германа Аляскинского;
- частица мощей великомученицы Анастасии Узорешительницы;
- частица мощей святителя Иннокентия, митрополита Московского;
- мощи Исайи, епископа Ростовского;
- мощи святого Димитрия Ростовского;
- мощи преподобного архимандрита Авраамия Ростовского;
- мощи святителя Игнатия, епископа Ростовского;
- мощи святителя и чудотворца Николая, архиепископа Мирликийского;
- мощи преподобного Никиты Столпника, Переславльского чудотворца;
- мощи преподобного Давида Солунского;
- мощи святых Вифлеемских младенцев;
- мощи священномученика Николая Любомудрова;
- мощи преподобного Ферапонта Лужецкого, Можайского чудотворца;
- честная глава одного из преподобномучеников Киево-Зверенецких;
- частицы мощей иных святых мощей угодников Божиих, просиявших в древности и в новое время.

## Настоятели
- Давид (1515—1529)
- игумен Трофиллий
- игумен Кирилл
- игумен Феодосий
- игумен Акакий
- игумен Лаврентий
- игумен Иоанникий
- игумен Мисаил
- игумен Макарий
- игумен Меркурий
- игумен Александр
- игумен Ефимий
- игумен Антоний
- игумен Леонтий (1602)
- игумен Леонид (1602)
- игумен Леонтий (1602)
- игумен Меркурий (1613)

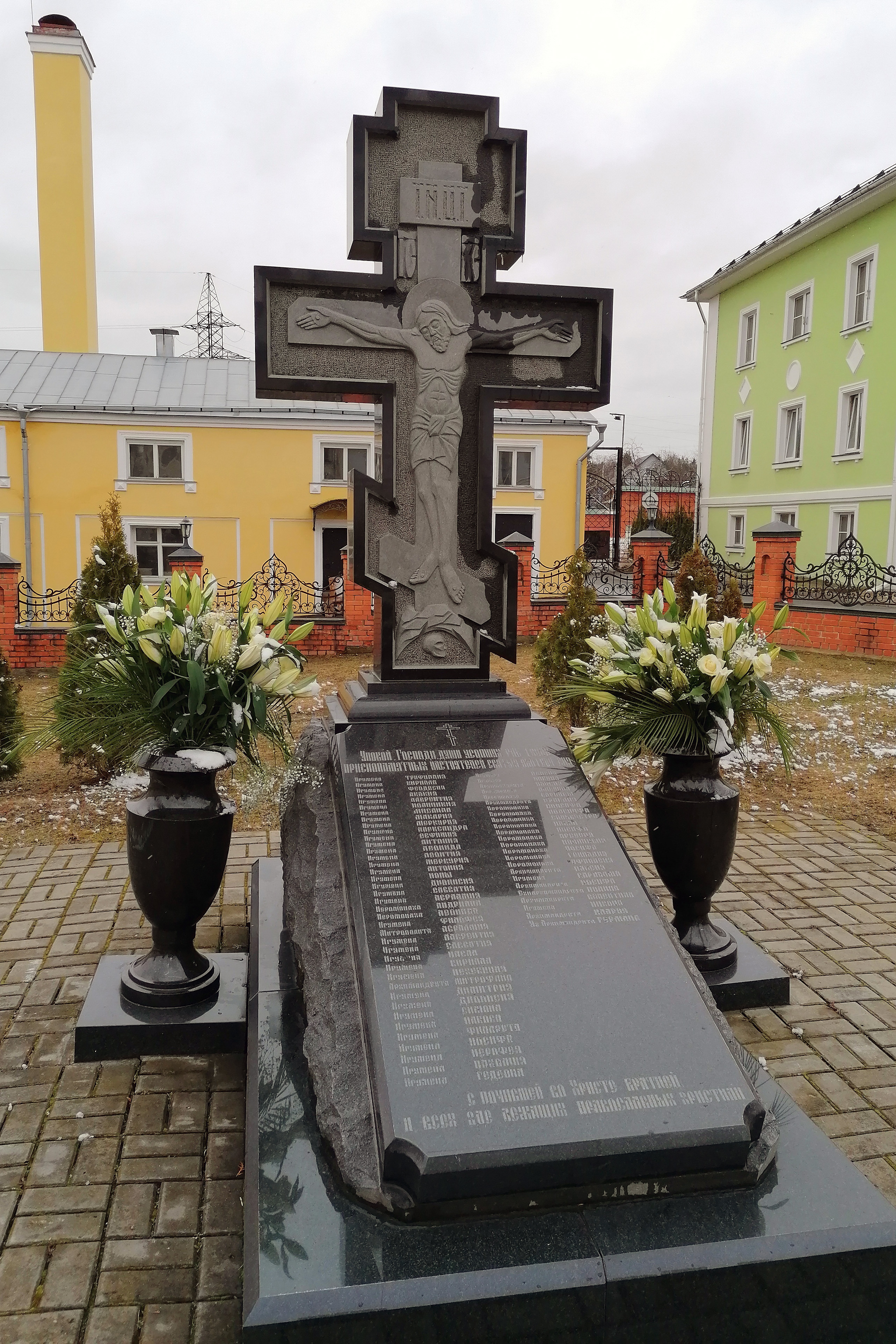
Соборный памятник настоятелям на территории монастырского некрополя

- игумен Антоний (25 февраля 1624—1639)
- игумен Иона (1648—1650)
- игумен Дионисий (1651)
- игумен Савватий (1653—1657)
- игумен Авраамий (1658)
- игумен Андреян (1658)
- игумен Леонид (1660)
- игумен Филофей (1664—1671)
- игумен Авраамий (1680—1685)
- игумен Лаврентий (1687—2 августа 1689)
- игумен Савватий (1691—1702)
- игумен Павел (1708)
- игумен Кирилл (1709—1713)
- игумен Иезекииль (1713—1719)
- игумен Митрофан (Шеинков) (1719—1721)
- игумен Дмитрий (1721)
- игумен Дионисий (1721)
- игумен Симон (1722—1727)
- игумен Иаков (1727—1733)
- игумен Филарет (21 декабря 1734—1739)
- игумен Иосиф (1740—1744)
- игумен Иерофей (1745—1753)
- игумен Пахомий (20 мая 1754—1760)
- игумен Гедеон (15 августа 1760—1761)
- игумен Паисий (июнь 1761—24 декабря 1761)
- игумен Никон (1761—1765)
- архимандрит Паисий (1765—1766)
- иеромонах Мисаил (4 сентября 1766—1769)
- иеромонах Варнава (июнь 1770—1777)
- строитель Ираклий (Евреинов) (1777—13 января 1788)
- иеромонах Иоасаф (1788—29 января 1789)
- иеромонах Иоакинф (27 июня 1789—1792)
- иеромонах Сильвестр (16 сентября 1792—1796)
- иеромонах Павел (1796—1798)
- иеромонах Иосиф (14 ноября 1798—1 августа 1803)
- иеромонах Арсений (16 июня 1803—16 марта 1816)
- иеромонах Иоанникий (17 июля 1816—1832; 9 октября 1836—25 июля 1838)
- иеромонах Иосиф (24 марта 1832—28 февраля 1833)
- иеромонах Геннадий (13 января 1833—2 февраля 1836)
- игумен Паисий (31 марта 1843—17 июля 1854)[6]
- игумен Варлаам (1854—1865)
- архимандрит Иосиф (1865—1884)
- архимандрит Иоанникий (1884—1893)
- архимандрит Валентин (1893—1916)
- архимандрит Никон (Соловьёв) (1 ноября 1916—1923)
- архимандрит Иларий (Бабыкин) (1923—1929)
- архимандрит Герман (Хапугин) (5 мая 1995—26 июля 2005)
- епископ Роман (Гаврилов) (6 октября 2005—5 октября 2011)
- игумен Сергий (Куксов) (с 5 октября 2011 года — наст. время).